# Campionati mondiali di freestyle 2003
I Campionati mondiali di freestyle 2003 sono stati la 10ª edizione della manifestazione. Si sono svolti a Deer Valley negli Stati Uniti d'America, dal 29 gennaio al 1º febbraio 2003.

## Risultati

### Uomini

#### Salti
| Posizione | Atleta           | Nazione     | Punti  |
| 1         | Dmitrij Archipov | Russia      | 259,65 |
| 2         | Aljaksej Hryšyn  | Bielorussia | 257,98 |
| 3         | Steve Omischl    | Canada      | 251,20 |

Data: 1º febbraio 2003

#### Gobbe
| Posizione | Atleta          | Nazione     | Punti |
| 1         | Mikko Ronkainen | Finlandia   | 28,09 |
| 2         | Jeremy Bloom    | Stati Uniti | 27,33 |
| 3         | Toby Dawson     | Stati Uniti | 27,22 |

Data: 1º febbraio 2003

#### Gobbe in parallelo
| Posizione | Atleta       | Nazione     |
| --------- | ------------ | ----------- |
| 1         | Jeremy Bloom | Stati Uniti |
| 2         | Yugo Tsukita | Giappone    |
| 3         | Toby Dawson  | Stati Uniti |

Data: 1º febbraio 2003

### Donne

#### Salti
| Posizione | Atleta         | Nazione   | Punti  |
| 1         | Alisa Camplin  | Australia | 207,31 |
| 2         | Veronika Bauer | Canada    | 204,47 |
| 3         | Deidra Dionne  | Canada    | 192,05 |

Data: 1º febbraio 2003

#### Gobbe
| Posizione | Atleta                 | Nazione     | Punti |
| 1         | Kari Traa              | Norvegia    | 27,99 |
| 2         | Michelle Roark         | Stati Uniti | 27,13 |
| 3         | Stéphanie Saint-Pierre | Canada      | 26,46 |

Data: 1º febbraio 2003

#### Gobbe in parallelo
| Posizione | Atleta           | Nazione     |
| --------- | ---------------- | ----------- |
| 1         | Kari Traa        | Norvegia    |
| 2         | Marina Čerkasova | Russia      |
| 3         | Shannon Bahrke   | Stati Uniti |

Data: 1º febbraio 2003

## Medagliere
| Pos.   | Paese       | Oro | Argento | Bronzo | Totale |
| ------ | ----------- | --- | ------- | ------ | ------ |
| 1      | Norvegia    | 2   | 0       | 0      | 2      |
| 2      | Stati Uniti | 1   | 2       | 3      | 6      |
| 3      | Russia      | 1   | 1       | 0      | 2      |
| 4      | Finlandia   | 1   | 0       | 0      | 1      |
| 4      | Australia   | 1   | 0       | 0      | 1      |
| 6      | Canada      | 0   | 1       | 3      | 4      |
| 7      | Svezia      | 0   | 2       | 0      | 2      |
| 8      | Russia      | 0   | 1       | 0      | 1      |
| 8      | Giappone    | 0   | 1       | 0      | 1      |
| Totale | Totale      | 6   | 6       | 6      | 18     |